# Kronostratigrafi
Kronostratigrafi er bestemmelsen af bjergarternes relative alder. Bjergarter i samme kronostratigrafiske enhed er dannet i samme tidsinterval, som man kender det fra dendrokronologi.
Kronostratigrafiske enheder – med eksempler:
- eonothem – Phanerozoikum
- erathem – Palæozoikum
- system – Ordovicium
- serie – Øvre Ordovicium
- etage – Ashgill

Kronostratigrafiske enheder er de bjergarter, man kan hakke i, bore i og tegne. Ved fund af fossiler i det kronostratigrafiske materiale (de geologiske aflejringer), kan man finde fossilets relative alder. Den 'absolutte' alder kan så findes gennem korrelationen mellem de kronostratigrafiske og geokronologiske data.

## Øvre/Sen fejl
Det er tilladt at skrive: Tyrannosaurus rex er fundet i Øvre Kridt, men teksten T-rex levede i Øvre Kridt angiver at T-rexen levede inde i stenen! Den korrekte tekst vil være: T-rex levede i Sen Kridt.